# Tvarožná Lhota
Tvarožná Lhota (en allemand : Twaroschna Lhota) est une commune du district de Hodonín, dans la région de Moravie-du-Sud, en Tchéquie. Sa population s'élevait à 930 habitants en 2020.

## Géographie
Tvarožná Lhota se trouve à 9 km au sud de Veselí nad Moravou, à 18 km à l'est de Hodonín, à 66 km au sud-est de Brno et à 250 km à l'est-sud-est de Prague.
La commune est limitée par Strážnice au nord, par Kněždub et Hrubá Vrbka à l'est, par la Slovaquie au sud, et par Radějov au sud-ouest et à l'ouest.

## Histoire
La première mention écrite de la localité date de 1475.